# Anomala conformis
Anomala conformis är en skalbaggsart som beskrevs av Walker 1859. Anomala conformis ingår i släktet Anomala och familjen Rutelidae. Inga underarter finns listade i Catalogue of Life.